# Good Time (canción de The Beach Boys)
«Good Time» es una canción escrita por Brian Wilson y Al Jardine para la banda de rock estadounidense The Beach Boys. La pista instrumental y las voces fueron grabadas por el grupo a principios de 1970, pero el grupo dejó el tema inédito hasta la grabación de Love You de 1977. En 1972, el dúo pop estadounidense American Spring lanzó "Good Time" como su segundo sencillo, grabando sus voces sobre la pista instrumental de The Beach Boys.

## Grabación
La pista básica de "Good Time" fue grabada por primera vez por The Beach Boys el 7 de enero de 1970 en el estudio de Brian Wilson con cuernos y cuerdas sobregrabados en una fecha posterior. David Sandler recuerda que cuando los músicos de sesión llegaron a la casa de Wilson: "Fuimos a su oficina y escribió líneas de cuerno mientras me hablaba. Era una línea de cuerno increíble, con este riff de cuerno francés primordial, y lo hizo todo mientras conversaba conmigo". Fue incluida en la lista de canciones para el provisional álbum de estudio Add Some Music, pero cuando Warner Bros. Records reconfiguró ese álbum, además de Reverberation -que con otra alineación de canciones- en lo que finalmente fue Sunflower, no se incluyó "Good Time".
En el segundo trimestre de 1972, Marilyn Wilson (esposa de Brian) de American Spring sobregrabó la voz principal sobre la pista de acompañamiento y coros de la sesión de The Beach Boys de 1970 con más trabajo realizado por los productores Brian Wilson, David Sandler y Stephen Desper. Esta versión de "Good Time" se publicó como sencillo el 1 de mayo de 1972 y se incluyó en su álbum debut Spring.
Una toma anticipada de "Good Time" cuenta con la presencia de Brian o Bruce Johnston haciendo una versión para piano de "You Never Give Me Your Money" de The Beatles.
The Beach Boys editó finalmente la versión original de 1970 de "Good Time" en su vigésimo álbum de estudio Love You en 1977.

## Versión de The Beach Boys

### Créditos
The Beach Boys
- Al Jardine – armonías y coros; bajo eléctrico
- Mike Love – armonías y coros
- Brian Wilson – voz principal, coros; piano, órgano hammond
- Carl Wilson – armonías y coros; guitarra de doce cuerdas
- Dennis Wilson – percusión

## Versión de American Spring

### Créditos
American Spring
- Marilyn Wilson  – voz principal, armonías y coros
- Diane Rovell  – armonías y coros

Músicos adicionales y personal de producción
- Al Jardine – armonías y coros; bajo eléctrico
- Mike Love – armonías y coros
- Brian Wilson – coros; piano, órgano hammond
- Carl Wilson – armonías y coros; guitarra de doce cuerdas
- Dennis Wilson – percusión